# Coq au vin
Coq au vin (Frans: Haan in de wijn) is een Frans gerecht. De basis voor de stoofschotel is een hele haan en rode wijn, bij voorkeur een Bourgogne. 

## Bereiding
De haan of eventueel kip wordt in stukken verdeeld in kipkarbonades, kippenpoten, vleugeltjes en het kipfilet. Enkel deze delen zijn nodig voor de stoofpot. De verdere bereiding is vergelijkbaar met bœuf bourguinon. Aan de stoofschotel worden onder andere mirepoix, bouquet garni, en pareluitjes, champignons en spek toegevoegd. Het geheel wordt gestoofd in een gebonden saus van rode wijn. Het gerecht kan worden geserveerd met Parijse aardappeltjes, aardappelpuree,  stokbrood, gekookte rijst of pasta.